# Ectoedemia intimella
Ectoedemia intimella là một loài bướm đêm thuộc họ Nepticulidae. Nó được phân bố rộng rãi wr bắc, tây và trung Âu, nhưng chưa được ghi nhận ở Na Uy và Ireland. Ở phía nam nó chỉ được ghi nhận hiện diện ở bắc Italia, bắc Nam Tư cũ và Rumania.
Sải cánh dài 5.3-6.8 mm. Con trưởng thành bay vào tháng 6 và tháng 7. Có một lứa một năm.
Ấu trùng ăn Salix aurita, Salix babylonica, Salix caprea, Salix cinerea, Salix dasyclados, Salix fragilis, Salix pentandra, Salix phylicifolia và Salix viminalis. Chúng ăn lá nơi chúng làm tổ. 